# St. Peter und Paul (Heinzerath)

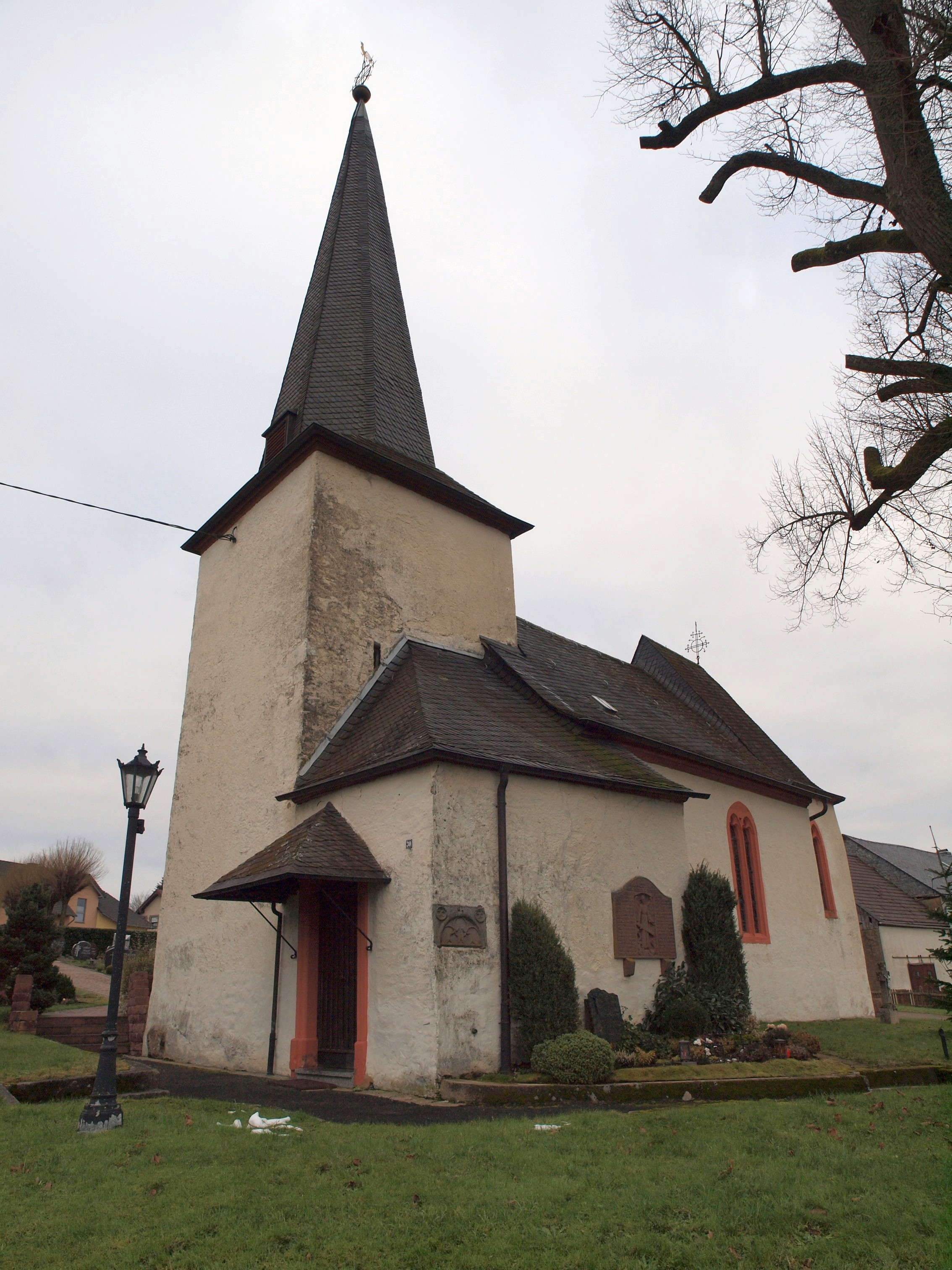
Katholische Filialkirche St. Peter (2017)

St. Peter und Paul ist eine Kirche in Heinzerath, einem Ortsteil der verbandsfreien Gemeinde Morbach im Landkreis Bernkastel-Wittlich in Rheinland-Pfalz.

## Kirche St. Peter und Paul
Die Kirche St. Peter und Paul ist die Dorfkirche in Heinzerath. Mit ihren vier verschiedenen Dachhöhen wirkt sie eigenartig. Inmitten der alten Linden, die den Friedhof umgeben, bietet sie jedoch einen stimmungsvollen malerischen Anblick.
Der Westturm als ältester Teil der erstmals 1374 urkundlich erwähnten Kapelle geht wahrscheinlich bis ins 13. Jahrhundert zurück. Bis zum 18. Jahrhundert wurden dem heutigen Sakralbau in jedem der folgenden Jahrhunderte weitere Teile hinzugefügt. Im 16. und 17. Jahrhundert hatte die Kirche sogar zwei Altäre.
Die Ausstattung der Kirche stammt größtenteils aus dem 18. Jahrhundert.